# HD 100825
HD 100825，又名CD-46 7205，SAO 222895、HR 4466，是一颗半人馬座的恒星，视星等为5.25，位于銀經289.99，銀緯13.32，其B1900.0坐标为赤經11h 31m 4.6s，赤緯-47° 13.32′ 14″。